# Amanda Siksna
Amanda Siksna (* 20. August 2002 in Markham, Ontario) ist eine kanadische Volleyballspielerin.

## Karriere
Siksna studierte von 2020 bis 2025 an der Queen’s University und spielte in der Universitätsmannschaft Gaels. 2025 wurde die Mittelblockerin vom deutschen Bundesligisten Dresdner SC verpflichtet.